# Don Tjungurrayi
Don Tjungurrayi (* 1939 in Yupurirri) ist ein australischer Maler der Aborigines. Er gehört zu der Gruppe der Warlpiri.
Zunächst arbeitete er als Viehtreiber auf verschiedenen Farmen. Erst Ende der 1970er Jahre begann er zu malen. Im Jahr 1986 gewann er den Alice-Springs-Kunstpreis. Seine Bilder sind in der Art Gallery of Western Australia (Perth), der Artbank (Sydney) und der Kelton Foundation (Los Angeles) ausgestellt.